# Гаккенбах
Гаккенбах (нем. Gackenbach) — община в Германии, в земле Рейнланд-Пфальц. 
Входит в состав района Вестервальд. Подчиняется управлению Монтабаур.  Население составляет 569 человек (на 31 декабря 2010 года). Занимает площадь 4,75 км².
Коммуна подразделяется на 2 сельских округа.